# Попис имена бугарских канова
Попис имена бугарских канова је кратка средњовековна хроника, сачувана у руској верзији црквенословенског језика, која садржи имена и родове неколико раних прабугарских владара. Такође се наводе датуми успона престолонасљедника и трајање њихове владавине. Именица је позната из три касна преписа с краја 15. и 16. века. 
Попис је открио руски научник Андреj Попов 1861. године у истраживању руских хроника, а објављен је 1866. године.